# Сіньчжоу
Сіньчжо́у (спрощ.: 忻州; піньїнь: Xīnzhōu) — міський округ у китайській провінції Шаньсі.

## Адміністративний поділ
Міський округ поділяється на 1 район, 1 міський повіт і 12 повітів:
| Карта                                                                                        | Карта     | Карта    | Карта            |
| -------------------------------------------------------------------------------------------- | --------- | -------- | ---------------- |
| Сіньфу Дінсян Утай Дай Фаньши Нін'у Цзінле Шеньчи Учжай Келань Хецюй Баоде Пяньгуань Юаньпін |           |          |                  |
| Статус                                                                                       | Назва     | Оригінал | Населення (2003) |
| Район                                                                                        | Сіньфу    | 忻府区   | 510 000          |
| Місто                                                                                        | Юаньпін   | 原平市   | 470 000          |
| Повіт                                                                                        | Дінсян    | 定襄县   | 210 000          |
| Повіт                                                                                        | Утай      | 五台县   | 310 000          |
| Повіт                                                                                        | Дай       | 代县     | 200 000          |
| Повіт                                                                                        | Фаньши    | 繁峙县   | 240 000          |
| Повіт                                                                                        | Нін'у     | 宁武县   | 160 000          |
| Повіт                                                                                        | Цзінле    | 静乐县   | 160 000          |
| Повіт                                                                                        | Шеньчи    | 神池县   | 100 000          |
| Повіт                                                                                        | Учжай     | 五寨县   | 100 000          |
| Повіт                                                                                        | Келань    | 岢岚县   | 80 000           |
| Повіт                                                                                        | Хецюй     | 河曲县   | 140 000          |
| Повіт                                                                                        | Баоде     | 保德县   | 150 000          |
| Повіт                                                                                        | Пяньгуань | 偏关县   | 110 000          |